# GIZA studio Masterpiece BLEND 2003
『GIZA studio Masterpiece BLEND 2003』（ギザ・ステューディオ・マスターピースブレンド・トゥーサウザンドスリー）は、GIZA studioからリリースしたコンピレーション・アルバム。規格品番はGZCA-5044～5。これを最後にGIZA studio Masterpiece BLENDシリーズは年末の定期発売は中止となった。 

## 内容
- Masterpiece BLENDシリーズ第3弾は、新曲で当アルバムのみの収録作品、上原あずみ「人生ゲーム」を収録。WAGの「FIGHT SONG」は、『Point Depot』に収録されたものを収録。
- 収録アーティストの上原あずみの契約解除（契約違反）によって、本作はメーカーから回収され、現在廃盤になっている。

## 収録曲

### DISC1
1. Kiss（倉木麻衣）
作詞：倉木麻衣　作曲：YOKO Black. Stone　編曲：Cybersound
2. ∞INFINITY（愛内里菜）
作詞：愛内里菜　作曲：輝門　編曲：corin.
3. 泣けない夜も 泣かない朝も（GARNET CROW）
作詞：AZUKI七　作曲：中村由利　編曲：古井弘人
4. 私さがし（小松未歩）
作詞・作曲：小松未歩　編曲：徳永暁人
5. Graduation（三枝夕夏 IN db）
作詞：三枝夕夏　作曲：中村由利　編曲：徳永暁人
6. Don't you wanna see me ＜oh＞ tonight?（滴草由実）
作詞：滴草由実　作曲・編曲：徳永暁人
7. 迷Q!?-迷宮-MAKE★YOU-（岸本早未）
作詞：AZUKI七　作曲：大野愛果　編曲：尾城九龍
8. afresh wish（the★tambourines）
作詞：松永安未　作曲・編曲：徳永暁人
9. 恋ごころ（菅崎茜）
作詞：菅崎茜　作曲：大野愛果　編曲：小林哲
10. FIGHT SONG（WAG）
作詞・作曲・編曲：WAG
11. special Days!!（北原愛子）
作詞：北原愛子　作曲・編曲：小澤正澄
12. I'll fall in love again（RAMJET PULLEY）
作詞：麻越さとみ　作曲：間島和伸　編曲：小林哲・RAMJET PULLEY
13. FULL JUMP〜All That Jazz mix〜（愛内里菜）
作詞：愛内里菜　作曲：輝門

### DISC2
1. Shocking Blue（三枝夕夏 IN db）
作詞：三枝夕夏　作曲：大野愛果　編曲：小澤正澄
2. Over Shine（愛内里菜）
作詞：愛内里菜　作曲：輝門　編曲：徳永暁人
3. 永遠を駆け抜ける一瞬の僕ら（GARNET CROW）
作詞：AZUKI七　作曲：中村由利　編曲：Miguel Sá Pessoa・古井弘人
4. If I Believe（倉木麻衣）
作詞：倉木麻衣　作曲：大野愛果　編曲：Cybersound
5. ふたりの願い（小松未歩）
作詞・作曲：小松未歩　編曲：小林哲
6. everything is nothing（the★tambourines）
作詞：松永安未　作曲：輝門　編曲：小林哲
7. TAKE ME TAKE ME（滴草由実）
作詞：滴草由実　作曲・編曲：徳永暁人
8. 星に願いを〜I wish upon a star〜（菅崎茜）
作詞：菅崎茜　作曲：増田恵子　編曲：尾城九龍
9. 愛する君が傍にいれば（岸本早未）
作詞：AZUKI七　作曲：大野愛果　編曲：尾城九龍
10. 人生ゲーム（上原あずみ）
作詞：上原あずみ　作曲：三好誠　編曲：尾城九龍
11. 夏の恋人（竹井詩織里） - 原曲：竹内まりや
作詞・作曲：山下達郎　編曲：寺地秀行・Pierrot le fou
12. GIVE UP THE FUNK (TEAR THE ROOF OF THE SUCKER)（EXPERIENCE）
13. Don't Say Don't Love（DAY TRACK -Lady Master Soul-（滴草由実））
作詞：滴草由実　作曲・編曲：YOKO Black. Stone・笠原智緒